# Sajownica
Sajownica – niewielka rzeka płynąca przez Augustów i Białobrzegi w województwie podlaskim.
Długość Sajownicy wynosi ok. 1,8 km. Rzeka wypływa z zachodniej części jeziora Sajno w miejscu otoczonym trzcinami i oczeretem. Wpada do rzeki Netty w Białobrzegach, gdzie poprzez kanał przegrodzony jazem czterozastawkowym łączy się także z Kanałem Augustowskim. W miejscu połączenia koryta Sajownicy i Netty tworzy się zalew. Rzeka otoczona jest lasami Puszczy Augustowskiej.
Sajownica bywa traktowana jako część rzeczki Rudawka (Stara Ruda), który wpada na wschodzie do jeziora Sajenko, następnie silnym nurtem przepływa przez jeziora Sajenek i Sajno, aż na zachodzie rynny polodowcowej wypływa jako Sajownica. A także jako fragment Netty, łączący poprzez Sajno i Kanał Bystry oddzielone odcinki Netty w Augustowie i Białobrzegach. Po II wojnie światowej w związku z odbudową śluzy Białobrzegi w nowym miejscu istniała koncepcja, by Kanał Augustowski połączyć z jeziorem Sajno poprzez Sajownicę.
Przy Sajownicy w Białobrzegach znajduje się pomnik 9 polskich żołnierzy rozstrzelanych przez radzieckich czołgistów 23 września 1939 po agresji ZSRR na Polskę. Przy Sajownicy obok drogi krajowej nr 8 stoi dawny drewniany młyn z 1926, obecnie wykorzystywany w celach turystycznych.
Według prof. Knuta Olofa Falka nazwa Sajownica pochodzi od jaćwieskiego słowa sõia, oznaczającego rzekę.